# Norma Andrade
Norma Esther Andrade é uma das fundadoras da organização Nuestras Hijas de Regreso a Casa A.C., uma associação mexicana sem fins lucrativos formada por mães cujas filhas foram vítimas de feminicídios em Ciudad Juárez. Sua filha, Lilia Alejandra García Andrade, desapareceu em 14 de fevereiro de 2001. Dias depois, em 21 de fevereiro, o corpo de sua filha foi encontrado envolto em um cobertor, apresentando evidências de agressão física e violência sexual.
Andrade também é mãe de Malu García, diretora do grupo May Our Daughters Return Home. Malu foi forçada a se refugiar na Cidade do México devido a ameaças, suspeitas de terem origem em traficantes de drogas. De acordo com relatos, em 30 de setembro de 2011, Malu Garcia recebeu telefonemas ameaçadoras de uma fonte não identificada que alegava saber a localização dela e de sua família, incluindo sua mãe. Pouco tempo depois, uma amiga próxima de Malu Garcia foi agredida e ameaçada. Após sofrer agressão física, ela foi instruída a dizer a Malu que ela tinha 12 horas para deixar a cidade ou matariam seus familiares. Em resposta a essas ações, foi solicitado maior proteção para Malu Garcia e sua mãe, Norma Andrade, devido às ameaças que estavam enfrentando.

## Ameaças de morte
Na sexta-feira, 2 de dezembro de 2011, Andrade foi baleada e ferida várias vezes (alguns relatos afirmam que ela foi atingida por cinco tiros) por um grupo de homens armados quando ela estava saindo do trabalho, na cidade de Ciudad Juárez, México.O fuzilamento foi inicialmente atribuído pelas autoridades a uma tentativa de roubo de carro. No entanto, o foco da investigação mudou quando se soube que Norma Andrade recebeu ameaças de morte no mesmo dia do atentado. Foi reportado que indivíduos não identificados contataram a escola onde ela trabalhava na manhã do ataque. Esses indivíduos fizeram várias perguntas, como quando ela chegou, quando sairia e se planejava ir trabalhar à tarde. Quando ficou claro que os funcionários da escola não estavam fornecendo informações, os criminosos ameaçaram esperá-la do lado de fora. Muitos membros da organização Nuestras Hijas de Regreso a Casa A.C. relataram às autoridades as ameaças que receberam em sua luta contra os feminicídios. No entanto,  há confirmações de que as autoridades não estão investigando esses casos de forma eficaz, nem se esforçando para identificar e levar os responsáveis pelas ameaças à justiça. Na terça-feira, 6 de dezembro de 2011, Andrade recebeu alta do hospital onde foi tratada e operada devido aos ferimentos dos tiros que sofreu. Ela foi levada com sua família para uma casa em Ciudad Juárez, onde ficou sob proteção o dia todo.
Em 3 de fevereiro de 2012, Norma Andrade foi atacada pela segunda vez por um agressor desconhecido em frente à sua residência. Por volta das 9h da manhã, no mesmo dia, Norma Andrade saiu de sua casa no bairro de Coyoacán, no sul da Cidade do México para acompanhar sua neta até a escola. Ela foi atacada por um homem cuja identidade permanece desconhecida. O agressor cortou seu rosto com uma faca  antes imediatamente fugiu da cena. Andrade foi levada ao hospital, onde recebeu tratamento para uma lesão de cerca de cinco centímetros na bochecha.[carece de fontes?]
Após o segundo atentado contra a vida de Andrade, uma petição foi iniciada no X solicitando que o presidente mexicano Felipe Calderón concedesse Andrade a proteção que ela precisava e merece. A petição argumentava que, se o Estado mexicano não conseguisse encontrar os responsáveis pela agressão, estupro e assassinato de sua filha, eles poderiam pelo menos fornecer proteção adequada.[carece de fontes?] Além da petição que circula no X, cerca de cem grupos internacionais de direitos humanos, mais de duzentos grupos de direitos das mulheres, e ativistas individuais da América Central solicitaram fortemente proteção imediata e eficiente para Andrade e sua família. Desde 2008, a Comissão Interamericana de Direitos Humanos pressiona o governo mexicano a fornecer proteção a quatro membros da organização de Andrade, incluindo Norma. O governo não conseguiu cumprir essa obrigação. Esses grupos também estão chamando a atenção e fazendo críticas ao governo mexicano por não fornecer a segurança adequada que haviam se comprometido a oferecer.

## Prêmios e reconhecimentos
A carreira de Andrade como defensora dos direitos humanos lhe rendeu vários prêmios nacionais e internacionais:
- 2003 - Reconhecimento da Anistia Internacional dos EUA em Washington, D.C., por sua luta contínua contra a impunidade.
- 2004 - Menção especial no Prêmio de Direitos Humanos da República Francesa.
- 2005 - Prêmio Alecrín em Vigo, Espanha, em reconhecimento ao seu trabalho de risco de vida e compromisso em denunciar o feminicídio em Ciudad Juárez.
- 2006 - Prêmio Racimo concedido pelo município de Carballo (Espanha).
- 2006 - Prêmio Andrakintza concedido pelo conselho municipal de Múzquiz, no País Basco, pelo projeto "Alto a la violencia contra las mujeres en Ciudad Juárez, no more femicides, end to impunity, considerando a luta pela igualdade de gênero".
- 2007 - Prêmio Especial da Secretaria da Mulher do Sindicato de Atores e Atrizes de Madri, Espanha.
- 2007 - Prêmio espanhol Ciutat de L'Hospitalet, de Cooperação e Solidariedade, por sua luta contra a impunidade e por sua contribuição à defesa da dignidade humana, da liberdade individual e dos direitos das mulheres.
- 2007 - Reconhecimento de seu trabalho pela Fundação Semillas.
- 2009 - Prêmio de melhor mãe do ano concedido pela Selecciones Readers digest do México.
- 2013 - Prêmio Alice Salomon, concedido pela Alice Salomon School of Advanced Studies em Berlim, Alemanha, a personalidades que contribuíram para a emancipação das mulheres e para o desenvolvimento do trabalho social no campo dos direitos das mulheres.
- 2013 - Prêmio Mentes Quo + Discovery na categoria Mente Humana, por ter uma mente curiosa, apaixonada, integradora e visionária que nos inspira a transformar o mundo, sendo escolhida como uma das 30 mentes que transformam o México, e por seu projeto ter sido escolhido entre as dez melhores mentes quo.
- 2016 - Prêmio Hermila Galindo na categoria de pessoa por sua carreira na defesa dos direitos humanos e no avanço do empoderamento das mulheres.
- 2022 - Prêmio Edelstam, Suécia[5]